# Kūk Deh
Kūk Deh (persiska: كوک ده) är en ort i Iran.   Den ligger i provinsen Mazandaran, i den norra delen av landet, 120 km nordost om huvudstaden Teheran. Kūk Deh ligger 31 meter över havet och antalet invånare är 841.
Terrängen runt Kūk Deh är platt åt nordost, men åt sydväst är den kuperad. Terrängen runt Kūk Deh sluttar norrut.Runt Kūk Deh är det ganska tätbefolkat, med 149 invånare per kvadratkilometer. Närmaste större samhälle är Āmol, 9,1 km öster om Kūk Deh. Trakten runt Kūk Deh består till största delen av jordbruksmark.